# Liste der Kulturdenkmäler in Erdesbach
In der Liste der Kulturdenkmäler in Erdesbach sind alle Kulturdenkmäler der rheinland-pfälzischen Ortsgemeinde Erdesbach aufgeführt. Grundlage ist die Denkmalliste des Landes Rheinland-Pfalz (Stand: 6. September 2022).

## Denkmalzonen
| Bezeichnung       | Lage                        | Baujahr         | Beschreibung | Bild            |
| ----------------- | --------------------------- | --------------- | --- | --------------- |
| Denkmalzone Mühle | Mühlweg 10, 21, 23, 25 Lage | 18. Jahrhundert | ehemalige Mühle samt Wehr und zwei bäuerlichen Anwesen: Nr. 10 und 21: ehemalige Mühle: Nr. 10, 18. Jahrhundert, Nr. 21: Krüppelwalmdachbau, Ende des 19. Jahrhunderts, Nr. 23: Quereinhaus, bezeichnet 1758 und 1806 (Umbau), Nr. 25: Quereinhaus, 1869 | Fotos hochladen |

## Einzeldenkmäler
| Bezeichnung | Lage                       | Baujahr | Beschreibung                                                                                                | Bild            |
| ----------- | -------------------------- | ------- | --- | --------------- |
| Schulhaus   | Zweibrücker Straße 32 Lage | 1838    | ehemalige Schule; Putzbau mit Dachreiter, Rundbogenöffnungen, 1838, Architekt wohl Johann Schmeisser, Kusel | Fotos hochladen |